# Dig (Unix)
dig (o DiG, precedentemente acronimo di Domain Information Groper) è un'utilità a riga di comando utilizzata per l'interrogazione del sistema dei nomi di dominio (DNS). È uno strumento impiegato principalmente nell'ambito dell'amministrazione di rete e nella diagnostica.
Sviluppato originariamente da Steve Hotz e successivamente riscritto da Michael Sawyer, dig è oggi mantenuto dall'Internet Systems Consortium come parte del pacchetto software BIND (Berkeley Internet Name Domain).

## Caratteristiche
dig è compatibile con numerosi sistemi operativi, tra cui Linux, BSD, macOS e Microsoft Windows, ed è disponibile in forma open source.
Può essere utilizzato sia in modalità interattiva tramite riga di comando sia in modalità batch leggendo richieste da file. In assenza di un server DNS esplicitamente indicato, utilizza quello configurato nel sistema operativo, di norma indicato nel file resolv.conf.
dig supporta interrogazioni con nomi di dominio internazionalizzati (IDN) e permette numerose opzioni di formattazione dell'output.
Viene considerato una versione moderna e più versatile di strumenti precedenti come nslookup e host, anche se questi restano utilizzati in contesti specifici.

## Esempi di utilizzo

### Richiesta di tutti i record DNS per un dominio
```
dig any example.com

```

Risultato parziale:
```
; <<>> DiG 9.6.1 <<>> any example.com
;; ->>HEADER<<- opcode: QUERY, status: NOERROR
;; QUESTION SECTION:
;example.com.   IN  ANY

;; ANSWER SECTION:
example.com.    172719  IN  NS  a.iana-servers.net.
example.com.    172719  IN  NS  b.iana-servers.net.
example.com.    172719  IN  A   208.77.188.166
example.com.    172719  IN  SOA dns1.icann.org. hostmaster.icann.org.

```

Il valore numerico (ad esempio 172719) rappresenta il tempo di validità del record (TTL).
L'interrogazione con il tipo ANY è oggi in gran parte deprecata dai server DNS pubblici secondo quanto indicato nella RFC 8482.

### Interrogazione a un server DNS specifico
```
dig wikimedia.org MX @ns0.wikimedia.org

```

Questo comando richiede i record MX per il dominio wikimedia.org, utilizzando direttamente il server ns0.wikimedia.org.

### Output formattato
Per ottenere un output più conciso:
```
dig +noall +answer +multiline wikimedia.org MX

```

## Storia
dig è incluso nel pacchetto BIND almeno dalla versione 4 (1990). In origine era noto come acronimo per "Domain Information Groper", definizione rimossa nel 2017. Oggi il nome è semplicemente "dig".